# Joe R. Lansdale
Joe Richard Harold Lansdale (Gladewater, 28 ottobre 1951) è uno scrittore statunitense, autore di romanzi, di racconti,  di
fumetti e di fantascienza oltre che di testi per la televisione, e di sceneggiature per il cinema.
Nel corso della sua carriera ha spaziato dal thriller all'horror, passando per il western, la fantascienza e il noir. Diverse sue opere hanno ricevuto vari riconoscimenti letterari e talvolta son state adattate per lo schermo.

## Biografia
(Joe R. Lansdale, in una intervista al magazine XL, ottobre 2005)

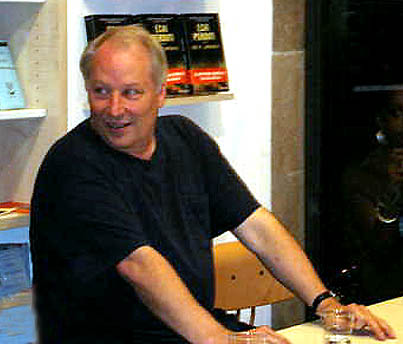
Nella Libreria Fanucci di Roma nel 2006

Trasferitosi, ancora bambino, assieme alla sua famiglia nella vicina Nacogdoches, la cittadina che sarà protagonista di alcuni suoi romanzi futuri, ambienta molto spesso i suoi romanzi e racconti nel Texas dove vive: "Il Texas è uno stato mentale" avrà modo di dire, frase già utilizzata da John Steinbeck nel suo Viaggio con Charley.
Grande lettore di libri di ogni genere e dotato di una smisurata passione per i fumetti e i B-movie, oltre che per tutto quel che può essere definito "letteratura pulp". Nel 1973, a ventun anni, pubblica, assieme alla madre, un articolo di argomento botanico che vince un premio giornalistico. Da quel momento, pubblicherà su varie riviste numerosi racconti, spesso di fantascienza e di genere horror.
Per mantenersi svolge i lavori più disparati. Nel 1980 vedrà la luce il suo primo romanzo, Atto d'amore (Act of Love). L'anno successivo, Lansdale decide di dedicarsi a tempo pieno alla scrittura.
Il suo stile è, come i suoi interessi di lettore, particolarissimo. È difficile inquadrare la sua vasta produzione letteraria: si va dal racconto gotico a quello di fantascienza, dalla satira sociale alla narrativa per ragazzi, dal "noir" (spesso con una forte componente di azione violenta) ai racconti western, il tutto condito con forti dosi di umorismo. Tutte queste disparate influenze si fondono fino a creare quello che l'autore stesso ama definire "lo stile Lansdale".
Lansdale vive a Nacogdoches con la moglie Karen, anch'essa scrittrice, e i figli Keith e Kasey. I suoi hobby sono le arti marziali, la lettura, il cinema e i viaggi.
Lansdale ha scritto anche per il cinema e ha collaborato con Ridley Scott, pur giudicando la scrittura di sceneggiature «una scrittura giocattolo».
Nel maggio 2014 al Festival di Cannes viene presentata la trasposizione cinematografica del suo romanzo Cold in July.

### Le arti marziali
Sin da bambino Lansdale ha appreso dal padre i primi rudimenti di Boxe, Wrestling e un po' di Ju-jitsu, cioè lo stretto indispensabile per difendersi - a suo dire - dai prepotenti compagni che frequentavano la sua stessa scuola. In seguito inizia a studiare seriamente il Jūdō, risultando inoltre uno dei primi studenti di Hapkido negli Stati Uniti.
Gli studi marziali proseguono senza sosta. Infatti Lansdale studia anche il Tae Kwon Do, il Karate Shotokan e lo Yudo (una forma coreana di Judo). Trasferitosi a San Francisco, studia il Muay Thai e varie forme di Kung Fu.
Come lui stesso dirà in seguito, non ha studiato queste arti nei minimi particolari in quanto fermamente convinto che per un'efficace autodifesa basti conoscerle anche a un livello medio.
Tornato nel Texas, a Nacogdoches, crea il suo stile personale che chiama Maverick Kenpo. Fonda anche una scuola nella città, che però i pressanti impegni di scrittore costringono a chiudere.
Ma quando suo figlio Keith è cresciuto abbastanza per frequentare un corso di arti marziali, Lansdale gli fa studiare il Tae Kwon Do, e con l'occasione si tuffa di nuovo nella marzialità. Nei primi anni novanta studia Aikidō, e insieme al suo maestro crea lo stile Matsukaze Budo mentre, privatamente, continua a insegnare il suo Maverick Kenpo. Nell'estate del 1996 fonde i due stili marziali per crearne un terzo: lo Shen Chuan ("pugno dello spirito"), e nel gennaio dell'anno successivo apre la sua scuola, il Lansdale's Self-Defense Systems.
Il suo stile è riconosciuto a livello internazionale.

## Opere

### Romanzi
- Atto d'amore (Act of Love, 1980; Fanucci, 2003; ISBN 8834710185)
- Texas Night Riders (pubblicato nel 1983 con lo pseudonimo di Ray Slater)[6]
- La morte ci sfida (Dead in the West, 1984; Fanucci, 2008)
- Il carro magico (Magic Wagon, 1986 scritto nel 1980; Fanucci, 2008)
- Il lato oscuro dell'anima (The Nightrunners, 1987, precedentemente Night of the Goblins, 1982), (Fanucci, 2005; ISBN 8834710827)
- Freddo a luglio (Cold in July, 1989; Phoenix, 1997 - Fanucci, 2002; ISBN 8834710193)
- La lunga strada della vendetta (Batman: Captured by the Engines, 1991; Edizioni BD, 2007; ISBN 978-88-6123-063-7)
- Assassini nella giungla (Tarzan: the Lost Adventure, 1995; Edizioni BD, 2009)
(basato su personaggi di Edgar Rice Burroughs)
- L'ultima caccia (The Boar, 1998; Fanucci, 2006 - Einaudi, 2018; ISBN 8834711491)
- Freddo nell'anima (Freezer Burn, 1999; Fanucci, 2006)
(precedentemente Fiamma fredda, Giallo Mondadori, collana I romanzi neri, nº 1, 2001; ISBN 8834712390)
- Il valzer dell'orrore (Waltz of Shadows, 1999 scritto nel 1991; Fanucci, 2007)
- (Something Lumber This Way Comes, 1999)
- L'anno dell'uragano (The Big Blow, 2000; Fanucci, 2004; ISBN 8834710290)
(estensione del racconto La grande burrasca del 1997, raccolto nell'antologia Revelations)
- (Blood Dance, 2000)
- In fondo alla palude (The Bottoms, 2000; Fanucci, 2004; nuova traduzione, Fanucci, 2010; ISBN 8834709810)
(estensione del racconto L'estate della rabbia, e precedentemente Sotto gli occhi dell'alligatore Giallo Mondadori nº 2785)
(vincitore Edgar Award 2001)
- La sottile linea scura (A Fine Dark Line, 2002; Einaudi, 2004; ISBN 8806169122)
- Bubba Ho-Tep (Bubba Ho-Tep, 2003; ISBN 8887913404)
- Tramonto e polvere (Sunset and Sawdust, 2004; Einaudi, 2005; ISBN 8806169556)
- Echi perduti (Lost Echoes, 2007; Fanucci, 2006; ISBN 8834711602)
- La ragazza dal cuore d'acciaio (Leather Maiden, 2007; Fanucci, 2007; ISBN 8834713486)
- Cielo di sabbia (All the Earth, Thrown to the Sky, 2011; Einaudi, 2011; ISBN 8806208578)
- Acqua buia (Edge of Dark Water, 2012; Einaudi, 2012, ISBN 8806208861)
- La foresta (The Thicket, 2013; Einaudi, 2013, ISBN 9788806208943)
- Caldo in inverno (Hot in December, 2013; Mondadori, 2020, ISBN 9788804721888)
- Paradise Sky (Paradise Sky, 2015; Einaudi, 2016, ISBN 9788806230364)
- Io sono Dot (Fender Lizards, 2015; Einaudi, 2017, ISBN 9788806232177)
- Una Cadillac rosso fuoco (More Better Deals, 2020; Einaudi, 2020, ISBN 9788806246389)
- Jane va a nord (Jane Goes North, 2020; Mondadori, 2020, ISBN 9788804731733)
- Moon Lake, 2021 (Einaudi, 2022, ISBN 9788806252458)
- La setta delle ciambelle (The Donut Legion, 2023; Einaudi, 2023, ISBN 9788806256005)

Lansdale ha firmato tre romanzi della serie Mark Stone: MIA Hunter con lo pseudonimo di Jack Buchanan tra il 1985 e il 1991.

### Horror: TrilogiaDrive-in
- Il drive-in (The Drive-In: A “B” Movie with Blood and Popcorn, Made in Texas, 1988)
- Il giorno dei dinosauri (The Drive-In 2: Not Just One of Them Sequels, 1989)
- La notte del drive-in 3. La gita per turisti (The Drive-In: The Bus Tour, 2005; Einaudi, 2008, ISBN 978-88-06-17586-3)

#### RaccolteDrive-in
- La notte del drive-in (Einaudi, 1998, ISBN 88-06-14870-2)
contenente i primi due romanzi
- Drive-in. La trilogia (Einaudi, 2012, ISBN 978-88-06-21198-1)
contenente tutti e tre i romanzi

### Fantascienza: TrilogiaNed la Foca
- Fuoco nella polvere (Zeppelins West, 2001; Fanucci, 2008; ISBN 8834713745)
- Londra tra le fiamme (Flaming London, 2006; Fanucci, 2011; ISBN 8834716809)
- The Sky Done Ripped (2019)[8]

### Romanzi noir: CicloHap & Leonard
- Una stagione selvaggia (Savage Season, 1990; Einaudi, 2006, ISBN 8806169548)
- Mucho Mojo (Mucho Mojo, 1994; Bompiani, 1996 - Einaudi, 2006, ISBN 8806171461)
- Il mambo degli orsi (Two-Bear Mambo, 1995; Einaudi, 2001, ISBN 8806172522)
- Bad Chili (Bad Chili, 1997), (Einaudi, 2003, ISBN 8806164384)
- Rumble Tumble (Rumble Tumble, 1998), (Einaudi, 2004, ISBN 8806166794)
- Capitani oltraggiosi (Captains Outrageous, 2001; Einaudi, 2005, ISBN 8806172336)
- Sotto un cielo cremisi (Vanilla Ride, 2009; Fanucci, 2009, ISBN 9788834714812)
- Devil Red (Devil Red, 2011; Fanucci, 2010, ISBN 9788834716519)
- Honky Tonk Samurai (Honky Tonk Samurai, 2015; Einaudi, 2015)
- Bastardi in salsa rossa (Rusty Puppy, 2017; Einaudi, 2017)
- Hap & Leonard. Sangue e limonata (Hap and Leonard. Blood and Lemonade, 2017; Einaudi. 2019, ISBN 9788806235307)
- Il sorriso di Jackrabbit (Jackrabbit Smile, 2018; Einaudi, 2018)
- Elefante a sorpresa (The Elephant of Surprise, 2019; Einaudi, 2019, ISBN 9788806242466)
- Zucchero sulle ossa (Sugar On The Bones, 2024; Einaudi, 2025, ISBN 978-8806261313)

#### Raccolte
- Una coppia perfetta - I racconti di Hap e Leonard (Einaudi, 2013, ISBN 978-88-062-0893-6)
contenente i tre racconti Le iene, Veil in visita e Una mira perfetta
- Hap & Leonard (Einaudi, 2014, ISBN 9788806220556)
contenente i tre romanzi Una stagione selvaggia, Mucho Mojo e Il mambo degli orsi
- Hap & Leonard 2 (Einaudi, 2016, ISBN 9788806229511)
 contenente i tre romanzi Bad Chili, Rumble Tumble e Capitani oltraggiosi
- Cronache dal selvaggio West. Hap e Leonard, Le origini (Of Mice and Minestrone. Hap and Leonard: The Early Years, 2020; Einaudi, 2021, ISBN 9788806249991)
contenente i racconti La cucina, Budino alla banana, Il Watering Shed, Sparring Partner e Il Sabine era in piena

### Racconti
Lansdale ha scritto più di 200 racconti, spaziando dalla fantascienza all'horror al noir.
- Le iene (Hyenas, 2011)
- Veil in visita (Veil's Visit, 1999; scritto insieme a Andrew Vachss)
- Una mira perfetta (Dead Aim, 2013)
- Coco Butternut (contenuto in AA.VV., Stesso sangue, Einaudi, 2016)
- Maneggiare con cura (2002) Fanucci (ISBN 8834708873)
- In un tempo freddo e oscuro e altri racconti (2006), Einaudi (ISBN 8806176455)
- Incontri notturni. 21 racconti inediti (2006) Bluebook, traduzione di Lucio Teini
- Altamente esplosivo. Dieci racconti inediti (2010), Fanucci
- Christmas with the Dead (2010), Weird Book, 2018, ISBN 9788899507916 (con sceneggiatura del film diretto da Keith Lansdale, e illustrazioni di Giorgio Finamore)
- Notizie dalle tenebre (2014), Einaudi ISBN 9788806221973
- Hap e Leonard e il mistero del bibliobus (Hoodoo Harry, 2018), Fanucci, 2022, ISBN 9788866884767
- Non aprite quella morta (Terror is Our Business: Dana Roberts' Casebook of Horrors, 2018), Einaudi, 2022, ISBN 9788806252021 (alcuni dei racconti sono stati scritti insieme alla figlia Kasey).

### Antologie e pubblicazioni
Elenco parziale di antologie e pubblicazioni che contengono racconti di Lansdale:
- Il racconto giallo n. 8 Mike Shayne: Non è giorno di delitto (nuova serie), Anno II, ottobre 1981, Editoriale Corno racconto: Addio per sempre, poi pubblicato in Il Racconto Giallo Raccolta di Primavera, 1981,     Editoriale Corno;
- Popsy e altri racconti (1987), Fanucci (ISBN 883470438X) racconto: Il cane, gatto e neonato, poi pubblicato in Horror Story 1 (1988), Garden Editoriale, ed in Horror Story 16 (1994), Garden Editoriale
- Lo schermo dell'incubo (1988), Einaudi (ISBN 880614913X) racconto: La notte in cui si persero il film dell'orrore, poi pubblicato in Horror Story 2 (1989), Garden Editoriale, in Splatter Punk (1990), Arnoldo Mondadori Editore (ISBN 8804414839) con il titolo La sera che non andarono all'Horror Show, in Lo schermo dell'incubo (1996), Einaudi
- Il libro dei morti viventi (1989), Bompiani (ISBN 8845245721) racconto: Nel deserto Cadillac con i morti, poi pubblicato in Horror Story 3 (1990), Garden Editoriale con il titolo Il deserto delle Cadillac, in Il ritorno degli zombie (1993), Arnoldo Mondadori Editore
- 33 Fantastiche vacanze (1989), Arnoldo Mondadori Editore racconto: Picnic accanto al grande scoglio (poi pubblicato col titolo In riva al mare,vicino al grande scoglio nella raccolta Notizie dalle Tenebre)
- Millemondiestate 1990 (1990), Arnoldo Mondadori Editore Urania racconto: Subway Jack (Una Avventura di Batman) poi pubblicato in Batman nuove avventure (1991), Bompiani, (ISBN 8845226840) con il titolo Jack della sotterranea
- Horror Story 13 (1992), Garden Editoriale racconti: Notte di Halloween (dopo pubblicata col titolo Da Mani Bizzarre nella raccolta In Un tempo Freddo e Oscuro) - Il dio delle lame (dopo pubblicato col titolo Il dio del rasoio nella raccolta Notizie dalle Tenebre)
- Labirinti neri (1995), Bompiani racconto: La fossa (pubblicato anche nell'antologia Maneggiare con cura)
- La Biblioteca Classica del Romanzo Giallo n. 84, Garden Editoriale (1996) racconto Piccoli punti fitti sulla schiena di un morto (Tight Little Stitches in a Dead Man's Back, dall'antologia "Nukes", 1986), contenuto in Maneggiare con cura (2002) Fanucci
- Il libro dei mostri, Junior Horror 17 (1996), Arnoldo Mondadori Editore racconto: Un disturbo della personalità
- Revelations (1999), Sperling & Kupfer (ISBN 882002862X) racconto: La grande burrasca, poi pubblicata con il titolo L'anno dell'uragano (Fanucci, 2004; ISBN 8834710290)
- 999 - Racconti inediti per un millennio da brivido (1999), Sperling & Kupfer (ISBN 8820029049) racconto: L'estate della rabbia (riduzione del romanzo In Fondo Alla Palude)
- Jubilaeum (1999) PuntoZero (ISBN 8886945396) racconto: Punk Avventista (dopo pubblicato col titolo Punk Rock Pentecostali nell'antologia Incontri notturni. 21 racconti inediti)
- Il Giornale, giovedì 4 dicembre 2003, anno XXX, numero 287 racconto: Killer Chili
- M-Rivista del Mistero n.6 (2008) racconto: Deadman's Road, poi pubblicato nell'antologia "Il grande libro degli Zombie" Fanucci (2019)
- Lui è leggenda! Millemondi Urania (2011) racconto: Selvaggina
- Fatti relativi al ritrovamento di un paginone di nudo in un romanzo Harmony (2014) Il Sole 24 ORE (prima pubblicato nell'antologia In Un Tempo Freddo e Oscuro)
- Steampunk! di A. Vandermeer, J. Vandermeer (2014) racconto: L'ultimo duello dell'uomo locomotiva della prateria e il cavaliere oscuro: un romanzo d'avventura
- La principessa e la regina. E altre storie di donne pericolose (2015) racconto: Battere Jesus
- Sotto Un Cielo Rosso Sangue (2016), Weird Book ISBN 978-88-99507-19-0
racconto: Cielo Strisciante, tradotto da Nicola Lombardi illustrato da Maurizio Ercole, prima pubblicato nella rivista WEIRD TALES ITALIA N.2 (2011)
- Storie da Incubo (2019) Independent Legions racconto: Piccoli punti stretti nella schiena di un morto (prima pubblicato nell'antologia Maneggiare con cura col titolo Piccole suture sulla schiena di un morto)
- La Repubblica, giovedì 27 giugno 2019, racconto: Per un pugno di giustizia
- Corriere della sera, LA LETTURA 1º dicembre 2019, racconto: Libera da ogni condizionamento (anticipazione allegato calendario Pirelli: Looking for Juliet)

### Fumetti

#### Miniserie e graphic novel
- La lunga strada della vendetta (Batman: Captured by the Engines, 1991; Edizioni BD, 2007)
- Jonah Hex - Two Gun Mojo (1994), DC Comics Vertigo, Magic Press 1997
- Armando Rossi Book - Not from Detroit (1997; Avatar Press, su testi di Joe R. Lansdale)
- Assassini nella giungla (con Edgar Rice Burroughs; Tarzan: The Lost Adventure, 1995; Edizioni BD, 2008; ISBN 9788861232242)
- Il canto dei morti. Conan. Vol. 10 (Conan and the Songs of the Dead, 2006; Panini Comics, 2009)
- Laggiù nel profondo (Way Down There, 2007; Edizioni BD, 2007; ISBN 8861230016)
- Le ali dell'inferno (con disegni di Nathan Fox, adattamento da un racconto di Robert E. Howard; Pigeons from Hell, 2008; Edizioni BD, 2009)
- Distinti saluti, Jack lo squartatore (con disegni di Kevin Colden; Yours Truly, Jack The Ripper, 2010; GP Publishing, 2011)
- 30 Days of Night: Night,Again, miniserie di 4 albi (con disegni di Sam Kieth), spin-off del franchise 30 Days of Night creato da Steve Niles e Ben Templesmith. Editore IDW Publishing, maggio-agosto 2011.
- Fidati, è amore (con disegni di Daniele Serra; I Tell You It's Love, 2016; Edizioni BD, 2016)

#### Storie brevi
- L'agguato (1992), disegni di Gary Gianni - adattamento di un racconto di Andrew Vachss su Il Corvo Presenta 9 poi in Hard Looks, Magic Press 1999

#### Adattamenti a fumetti di opere di Lansdale
- Dead in the West (1994), Dark Horse, Lexy Produzioni 2002 (adattamento di Dead in the west)
- Laggiù nel profondo (2007), edizioni BD (adattamento del romanzo breve Way Down there di Luca Crovi e Andrea Mutti)
- Deadwood Dick (2018), Sergio Bonelli Editore (adattamento dei racconti Soldierin e Hide and Horns e del romanzo breve Black Hat Jack) a cura di Mauro Boselli
- The Gentleman’s Hotel (2022), Sergio Bonelli Editore, (soggetto di Lansdale, sceneggiatura di Luca Crovi, disegni di Daniele Serra)

## Adattamenti in altri media
- Batman (1993-1995) Animazione - sceneggiatura degli episodi Il sogno (Perchance to Dream), Il ventriloquo (Read My Lips) e Jonah Hex: la resa dei conti (Showdown)[11]
- The Job (1996) Cortometraggio tratto dal suo racconto omonimo[11]
- Le avventure di Superman (1997) Animazione - sceneggiatura dell'episodio Crisi di identità (Identity Crisis)[11]
- Drive-in date (1997) Cortometraggio tratto da un suo racconto omonimo[11]
- Batman - Cavaliere della notte (1998) Animazione - sceneggiatura dell'episodio Il pericolo è la mia vita (Critters)[11]
- Nel film Dead Flesh (2001) impersona la parte del capo della folla inferocita[12]
- Bubba Ho-Tep (2002) - Film, diretto da Don Coscarelli tratto dal suo racconto omonimo[11]
- Panico sulla montagna (Incident On and Off a Mountain Road, 2006) - episodio del telefilm Masters of Horror, dal suo racconto omonimo
- Christmas with the dead, (2012) - Film, diretto da T.L. Lankford, tratto da un suo racconto omonimo[13]
- Cold in July - Freddo a luglio, (2014) - Film, diretto da Jim Mickle, tratto dal romanzo Freddo a luglio[14]
- Hap and Leonard è una serie tv composta da tre stagioni di 6 puntate ciascuna. Negli Stati Uniti è prodotta e trasmessa da SundanceTV tra il 2016 e il 2018. La prima stagione è tratta dal romanzo Una stagione selvaggia, il primo della serie letteraria. La seconda e la terza si basano, rispettivamente, su Mucho Mojo e Il mambo degli orsi (il secondo e terzo romanzo). In Italia l'intera serie televisiva è disponibile su Prime Video.

## Saggi
- Giallo Wave. Il principio del giallo (2005), No Reply; contiene alcuni consigli di Lansdale sullo scrivere i gialli